# Elin Gustavsdotter Sture
Elin Gustavsdotter Sture, (fl. XVe siècle morte en 1495), est une noble suédoise épouse du régent du royaume 
Erik Axelsson Tott.

## Biographie
Elin Gustavsdotter (ou Gustafsdotter) est la fille du noble Gustav Algotsson (mort en 1448) de l'influente famille  Sture. Elle épouse en premières noces Knut Turesson Bjelke le demi-frère utérin de Karl Knutsson Bonde
Quinze années après la mort de son époux en 1451 elle épouse en septembre 1466 Erik Axelsson Tott cette union est arrangée par les familles de la hautes noblesse afin de renforcer la position des Tott dans la noblesse. Erik est élu Régent ou Administrateur du Royaume par le Conseil national conjointement avec son frère Ivar Axelsson Tott, qui est le gendre du roi Karl Knutsson l'ancien beau-frère d'Elin Elin assume alors une fonction quasi royale à la cour de Suède mais les deux frères favorisent dès l'année suivante le retour sur le trône du roi Karl VIII Bonde. En 1467 son époux résigne sa fonction en faveur de  Karl VIII. Il  devient gouverneur des provinces frontière de l'est en Finlande et il meurt en 1481. Le couple n'a  pas de descendance connue .